# 62P/Цзыцзиньшань
Комета Цзыцзиньша́нь 1 (62P/Tsuchinshan) — короткопериодическая комета из семейства Юпитера, которая была открыта 1 января 1965 года китайскими астрономами в обсерватории Цзыцзиньшань (Нанкин, КНР). Комета находилась тогда в созвездии Близнецов и имела яркость 15,0 m. Обладает довольно коротким периодом обращения вокруг Солнца — чуть менее 6,4 года.

Орбита кометы Цзыцзиньшань 1 и её положение в Солнечной системе

## История наблюдений
Объявление об открытии кометы было задержано на несколько недель, поэтому подтвердить факт обнаружения новой кометы удалось лишь 9 февраля — её обнаружил на своих фотопластинках астроном Паломарской обсерватории Филип Верон.
Первая орбита была вычислена Лиландом Каннингемом. Он обнаружил, что три имевщиеся китайские позиции были несколько несогласованными, однако, взяв для расчётов две из них и объединив с наблюдениями в Паломарской обсерватории, ему удалось вычислить орбиту. Вскоре после последнего наблюдения кометы 24 апреля обсерватория Цзыцзиньшань также объявила об окончании расчётов эллиптической орбиты, согласно которым период обращения должен был составлять 7,22 года. К концу 1965 года Г. Ситарский, использую все позиции кометы, полученные с 1 января по 24 апреля, пересмотрел эллиптическую орбиту — период обращения оказался равен 6,62 года. Ситарский также отметил, что 12 декабря 1960 года комета испытала довольно тесное сближение с Юпитером до расстояния 0,145 а. е. (21,75 млн км), что повлекло изменение её орбиты и сокращение периода обращения, который до этого времени составлял 7,15 года.
Ситарский подготовил прогноз возвращения кометы в 1971 году, согласно которому дата перигелия приходилась на 18 сентября 1971 года. 20 декабря американские астрономы Элизабет Рёмер и L. M. Vaughn восстановили эту комету. Полученные данные о позициях кометы позволили установить, что прогноз Ситарского требует коррекции на −1,53 суток. Яркость кометы была оценена в 20,3 m. Комету наблюдали ещё на протяжении трёх месяцев вплоть до 10 марта 1972 года, когда её яркость упала до 21,4 m.
Затем комета возвращалась в точку перигелия 7 мая 1978 года, 2 января 1985 года, 30 августа 1991 года и 19 апреля 1998 года, когда она достигла максимальной яркости 12,5 m. Потом её наблюдали в 2004 году, когда её яркость достигала 11,0 m. В 2011 году наблюдать комету не удалось, поскольку она находилась на противоположной стороне от Солнца. Зато её активно наблюдали осенью 2017 года.

### Сближения с планетами
В XX веке комета была не частым гостем в окрестностях крупных планет, — было зафиксировано лишь одно, но очень тесное сближение с Юпитером, которое произошло незадолго до открытия кометы. Зато в XXI веке, особенно в первой его половине, комета испытает целых восемь сближений, из которых половина будет с Землёй и Марсом. Причём оба сближения с Марсом будут чрезвычайно тесными, так в апреле 2049 комета пройдёт всего в 3 млн км от этой планеты, а в ноября 2081 года — в 13,5 млн км.
- 0,14 а. е. от Юпитера 13 декабря 1960 года;
- 0,72 а. е. от Юпитера 9 августа 2009 года;
- 0,27 а. е. от Юпитера 22 апреля 2020 года;
- 0,50 а. е. от Земли 29 января 2024 года;
- 0,82 а. е. от Юпитера 30 декабря 2021 года;
- 0,02 а. е. от Марса 1 апреля 2049 года;
- 0,09 а. е. от Марса 10 ноября 2081 года;
- 0,41 а. е. от Земли 25 января 2088 года;
- 0,52 а. е. от Юпитера 23 июля 2092 года.